# روبي تورنر
روبي تورنر (بالإنجليزية: Robbie Turner)‏ (18 سبتمبر 1966 في المملكة المتحدة - ) هو لاعب كرة قدم بريطاني في مركز الهجوم. لعب مع شروزبري تاون وكارديف سيتي وكامبريدج يونايتد ونادي إكزتر سيتي ونادي بريستول روفيرز ونادي بريستول سيتي ونادي بليموث أرجايل ونادي هارتلبول يونايتد ونوتس كاونتي وهال سيتي وهدرسفيلد تاون ونادي ويمبلدون وNewton Abbot A.F.C. ‏ ونادي تاونتون تاون ‏.

## وصلات خارجية
- روبي تورنر على موقع قاعدة بيانات كرة القدم.إي يو (الإنجليزية)
- روبي تورنر على موقع Soccerbase.com (لاعب) (الإنجليزية)